# Adaptació (biologia)

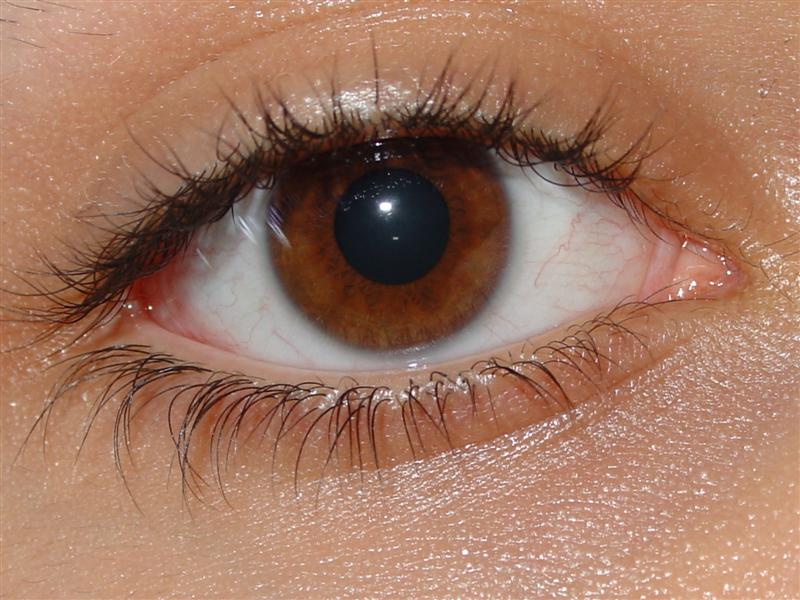
La pupil·la s'adapta segons la intensitat de la llum.

Una adaptació és un caràcter heretable que confereix un avantatge evolutiu als organismes que el presenten. El motor d'aquest tipus d'adaptacions és la selecció natural. Es poden classificar en preadaptacions o exaptacions segons si els caràcters han aparegut abans o després de la seva funció actual.

## Adaptació a la biota
Després de l'extinció dels dinosaures no aviaris, els éssers vius van continuar evolucionant adaptant-se. De fet, des de l'inici del Cenozoic, fa uns 65 milions d'anys, han aparegut mamífers molt evolucionats. És clar que cada espècie s'adapta a la seva biota, terrestre o marina, ja que s'han d'adaptar permanentment en un món que canvia constantment.
No es pot entendre la funció que ocupen les espècies en l'ecosistema sense tenir en compte la flora i la fauna d'un lloc, ja que tots els éssers vius pertanyen a la biosfera. És a dir, cal tenir en compte tot l'ecosistema per entendre l'adaptació d'una espècie perquè cadascuna té un lloc on viure, en el que els seus avantpassats ja s'han acostumat a ser-hi. Per tant, les noves generacions de cada espècie accepten la biota en la qual els seus avantpassats ja vivien, i s'adapten a ella.

## Selecció natural
Aquest concepte va ser introduït per Charles Darwin a través de la seva teoria de la selecció natural, que descriu el desenvolupament de les espècies com a producte d'aquesta interacció, tendeixen a persistir els patrons genètics que proporcionen als individus les caracteritzen més adequades a la supervivència en el medi ambient en el qual es troben.
Les adaptacions són mecanismes mitjançant els quals els organismes fan front a les tensions i pressions del seu medi ambient. Els organismes que s'adapten al seu ambient són capaços de:
- Obtenir aire, aigua, menjar i nutrients.
- Fer front a les condicions físiques com la temperatura i la llum.
- Defensar-se dels seus enemics naturals.
- Reproduir-se
- Respondre els canvis en l'entorn.
- Seguir transmetent les característiques adquirides dels seus progenitors perquè l'adaptació sigui cada cop més constant.

## Tipus d'adaptació
Hi ha tres tipus d'adaptació al medi:
- Morfologia o estructural: Com la substitució de les fulles per espines en el cas dels cactus per evitar la pèrdua d'aigua.
- Fisiològica o funcional: Com les glàndules de sal en les iguanes marines per eliminar l'excés de sal en el cos.
- Etològica o de comportament: Com la dansa per cortejar que tenen moltes aus per atraure femelles.

## Diferències físiques segons el clima
El procés d'adaptació al medi a través de la selecció natural està present en tots els organismes. Entre els grups humans existeixen diferències físiques que depenen de la zona on visquin i del clima que hi faci.

### Color de la pell
Diverses investigacions dutes a terme per arqueòlegs i investigadors prehistòrics d'arreu del món apunten al fet que els éssers humans evolucionaren a Àfrica a partir d'Homo habilis. Això implica que els primers Homo sapiens europeus i asiàtics eren negres i que varen caldre més de 4.000 anys perquè el color de pell d'aquestes poblacions canviés i s'adaptés a l'ambient.
Els climes càlids disposen d'una radiació solar més potent necessària per sintetitzar els compostos vitals del cos com per exemple la vitamina D. Les pells clares acostumen a absorbir aquesta energia del sol més que les pells fosques; i el motiu pel qual en les poblacions africanes no tenen la pell clara és perquè els individus que són excessivament blancs poden patir conseqüències mortals en climes tan càlids, ja que absorbeixen un excés de radiacions ultraviolades que deriven en un càncer de pell.
Per contra, aquells individus amb una pell molt fosca en climes freds, manquen de vitamines que els poden portar a la mort.

### Mida del nas
Els habitants de països amb climes freds, com els d'Escandinàvia, acostumen a tenir el nas més gros que els habitants de països amb climes més càlids com Nigèria. Aquesta característica física que diferencia dos grups humans és una adaptació, atès que un nas gran deixa que l'aire faci un recorregut més llarg abans d'arribar als pulmons i així poder escalfar-se durant més temps. Aquest procés redueix el risc de malalties respiratòries i evita més quantitat de morts prematures en poblacions més fredes.

### Silueta del cos
Del clima i el medi ambient també en depèn el cos dels organismes. Els habitants de l'Àrtic com els inuits, tenen una silueta rodona i una capa de greix sota la pell que els permet reduir la pèrdua de calor, conservar-la al cos i sobreviure en un lloc tan fred. Els habitants de climes càlids com els massais, en canvi, no necessiten aquestes característiques físiques i per això tenen el cos més estilitzat.